# William Barnetson, Baron Barnetson
William Denholm Barnetson, Baron Barnetson Kt (* 21. März 1917 in Edinburgh; † 12. März 1981 in London) war ein britischer Journalist, Verleger und Fernsehmanager, der elf Jahre lang Vorstandsvorsitzender der Nachrichten- und Presseagentur Reuters war und 1975 als Life Peer aufgrund des Life Peerages Act 1958 Mitglied des House of Lords wurde.

## Leben

### Studium, Zweiter Weltkrieg und Geschäftsführer von United Newspapers
Barnetson absolvierte nach dem Besuch der Royal High School ein Studium an der University of Edinburgh. Seine journalistische Laufbahn begann er Mitte der 1930er Jahre als Reporter für Universitätspolitik für die Sonntagszeitung The Edinburgh Sunday Times sowie als freier Korrespondent für britische Tageszeitungen während des Spanischen Bürgerkrieges. Während des Zweiten Weltkrieges leistete er seinen Militärdienst und wurde am 28. Dezember 1940 zum Second Lieutenant befördert. Später fand er Verwendung als Kommandeur einer Flugabwehr-Batterie und wurde zuletzt zum Colonel befördert.
Nach Kriegsende wurde er damit beauftragt, das Presse- und Verlagswesen im kriegszerstörten Westdeutschland wiederaufzubauen und spielte während dieser Zeit eine maßgebliche Rolle bei der Gründung der Tageszeitung Die Welt am 2. April 1946. Nach seiner Rückkehr nach Edinburgh 1948 wurde er Mitarbeiter der Edinburgh Evening News, wo er zunächst Leitartikler, Redakteur und schließlich Geschäftsführer war. 1958 wurde er Esquire des Order of Saint John.
1962 wurde er zunächst Direktor sowie seit 1966 Geschäftsführender Direktor von United Newspapers, die durch seine Kaufspolitik von Regionalzeitungen zu einer Gruppe von dreißig Morgen-, Abend- und Wochenzeitungen wurde. Zur Gruppe gehörten Zeitungen wie Yorkshire Post, Sheffield Telegraph, Sheffield Star, Leeds Evening Post, Lancashire Evening Post und Blackpool Gazette sowie die Satire-Zeitschrift Punch.

### Vorsitzender von Reuters und Oberhausmitglied
Nachdem Barnetson zwischen 1967 und 1968 Vorsitzender des Presseverbandes BPA (British Press Association) sowie im Anschluss von 1968 bis 1979 Vorsitzender der Nachrichten- und Presseagentur Reuters. Daneben war er Vorsitzender des zu ITV gehörenden Fernsehsenders Thames Television sowie der Sonntagszeitung The Observer und zeitweilig auch Commonwealth Press Agency.
Durch ein Letters Patent vom 14. Juli 1975 wurde Barnetson, der am 3. Februar 1972 als Knight Bachelor geadelt worden war und fortan den Namenszusatz „Sir“ führte sowie 1973 Officer des Order of Saint John wurde, als Baron Barnetson, of Crowborough in the County of East Sussex, zum Life Peer erhoben und gehörte bis zu seinem Tod dem House of Lords als Mitglied an. Seine offizielle Einführung (Introduction) in das Oberhaus erfolgte am 22. Oktober 1975 mit Unterstützung durch Charles Moore, 11. Earl of Drogheda und Arnold Goodman, Baron Goodman.
Baron Barnetson, der auch zum Bailiff Grand Cross des Order of Saint John erhoben wurde, hatte weiterhin verschiedene Positionen in der Privatwirtschaft und war stellvertretender Vorsitzender des Mischkonzerns British Electric Traction sowie Mitglied der Vorstände der Bank of Scotland sowie der English National Opera (ENO).
Er verstarb an den Folgen einer Herz- und Lungenoperation im Londoner Westminster Hospital.